# 粽

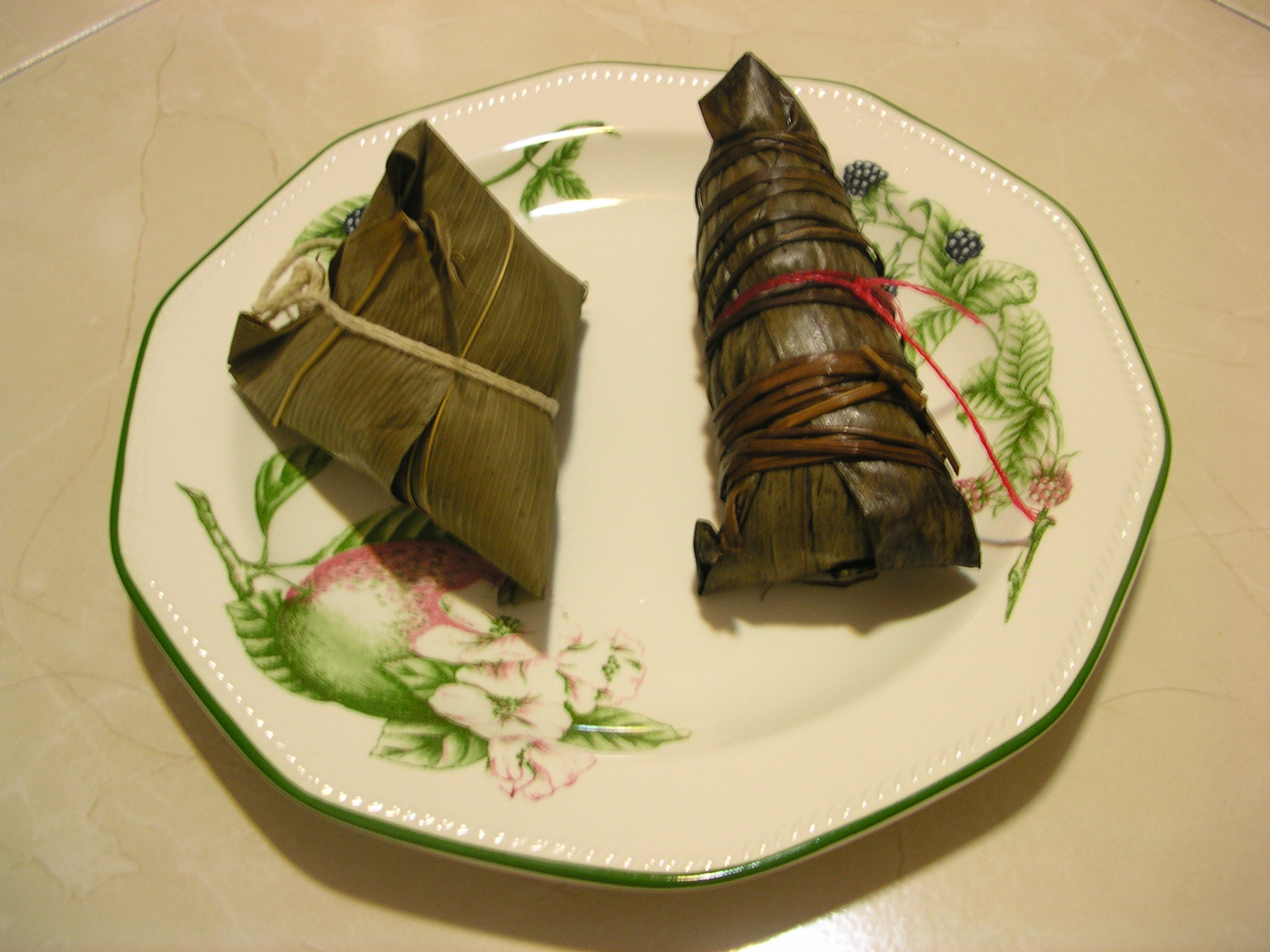
南方粽（左）及北方粽（右）

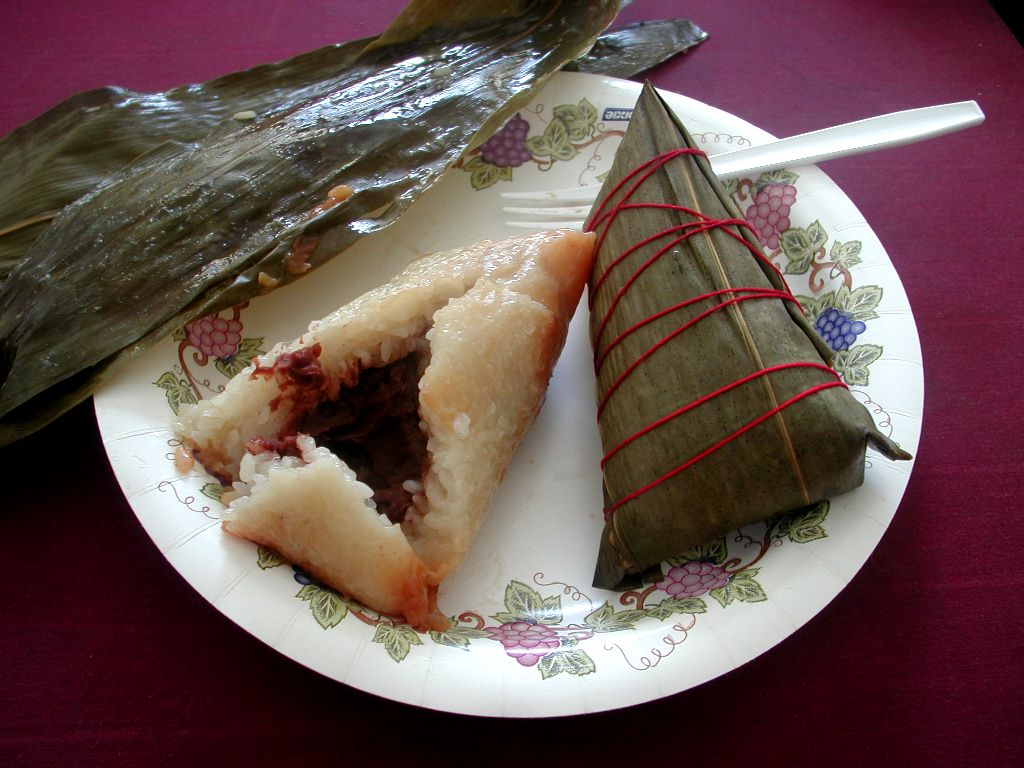
紅豆糭

粽，又稱粽子、糉、糭，是端午節應節食品之一，傳統以白米為主的食品（另外也有用小米或芋頭、玉米、高粱等穀物磨成粉），並用葉子包裹於其外，裡頭配料有豆沙、绿豆、红豆、眉豆、黄豆、腊肠、鹹鴨蛋、花生、栗子、玉米、冬菇、虾米、豬肉之類，並水煮或蒸熟。中國地區粽子相關的文獻最早見於西元三世紀西晉周處的《風土記》，原與祭祀無關。經歷數百年，後人將其起源鑲嵌入各地民間信仰，衍生祭祀龍、伍子胥或關於屈原相關傳說。

## 語源
糉字见于西晋《阳羡风土记》。大徐本《說文解字·新附》中，糉字的解釋為「蘆葉裹米也」。而「糉」字右半邊「㚇」是聲符。後世則改變聲符，多寫作「粽」。《本草纲目》載：“古人以菰叶裹黍米煮成尖角，如棕榈叶之形，故曰粽”。
糭为后世所创别字，见于四库全书版《太平御覽》。

## 歷史
粽的历史悠久，文獻記載最早見於西晉時期的三吳地區（今江蘇一帶），用菇茭白葉包黍米成牛角狀，稱“角黍”。粽子傳統是仲夏與端午的必备食品，西晋周处《阳羡风土记》写道：“仲夏端午，烹鹜角黍。”《齊民要術》卷九引《阳羡风土记》記述粽子“蓋取陰陽尚相褁未分散之時像也”。此時角黍未與其他傳說或祭祀儀禮結合。
數世紀之後，各地民俗故事將在地信仰、節慶與粽子起源結合，衍生出不同民俗故事。例如屈原及伍子胥等儀禮。惟其年代與最早西晉時期關於角黍之記載（西元236年-297年）皆有落差。例如，民間傳說在戰國時代，楚國愛國詩人屈原投汨罗江自尽后（西元前278年），百姓为了防止鱼类破坏屈原的尸体，用竹筒裝米投入江中，让鱼喫米饭而不去咬屈原的遺體。屈原投河自盡時，粽子尚未出現於中國地區。最早將粽子與屈原聯繫之記載為南朝梁人吴钧之《续齐諧记》（西元469年-520年），此時距離屈原逝世（西元前278年）已有八百至九百年之久，與粽子之記載（西元236年-297年）也有兩百至三百年的差距。關於屈原與粽子相關民俗祭典可見於下列記述，南朝梁人吴钧在《续齐諧记》（西元469年-520年）中说：“屈原五月五日投汨罗而死，楚人哀之，遂以竹筒贮米，投水祭之。”南梁時五月五日作粽，並在筒粽上蓋楝葉、以五彩絲線纏之。《續齊諧記》傳說光武帝建武年中，長沙人區曲見自稱「三閭大夫」的人謂：「聞君當見祭，甚善。常年為蛟龍所竊，今若有惠，當以楝葉塞其上，以彩絲纏之。此二物，蛟龍所憚。」
除了纪念屈原之外，江蘇等地，粽子被認為跟伍子胥信仰有關。

## 粽子種類

### 中國大陸

#### 北方粽

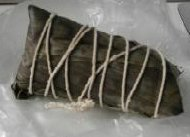
以前北方粽多為長型，口味為甜粽

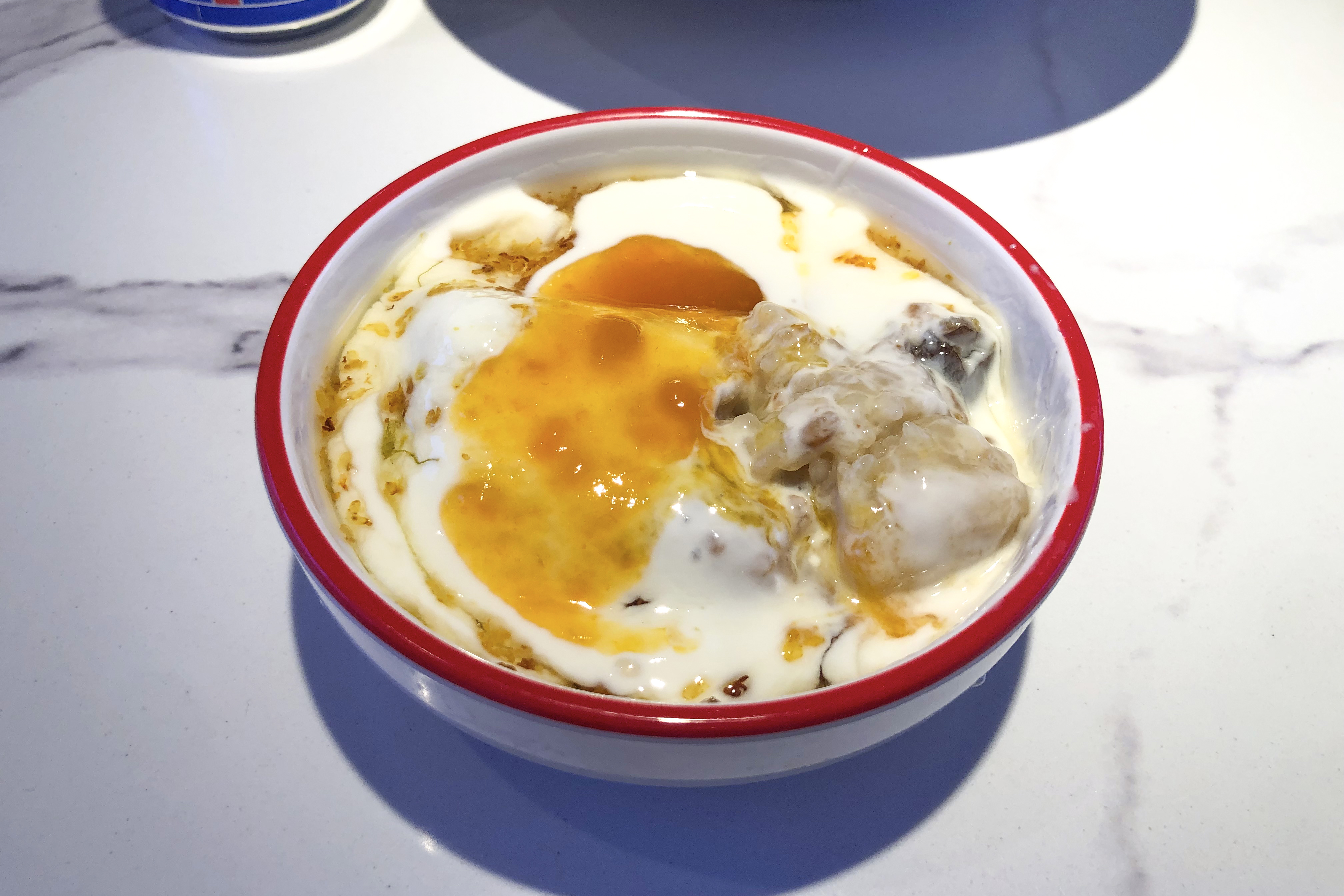
新疆喀什、和田等地盛行的酸奶粽子，系将酸奶和果酱先后浇到白粽上而成

北方以一般用蘆葦葉卷為漏斗狀。因蘆葦細長而窄，常需兩、三片相疊才能綁粽。
餡料則灌入糯米、粘黄米等，亦可加入枣。一般只有甜素馅，多用红豆沙或小枣做馅，有用粘黄米或其他粘种粮食的封口用细绳或草丝捆扎（北方传统上用马兰草），作成棱锥正四面体形状，然后用水煮熟，可以热食也可以冷食，具有叶子的清香味。
到了近代，有些北方的粽子也成为和南方的一样，成为4个角的粽子。但还是以锥形为主。但是口味还是多为大枣、小枣、金丝枣或者豆沙，以甜味为主，咸味较少。

##### 北京粽
北京粽子為北方粽的代表品种之一，个头较大，为斜四角形或三角形，习惯用苇叶来绑粽子。目前，北京市场上供应的大多数是糯米粽。也有少數大黄米粽，豆沙粽。

##### 山东粽
山东粽之代表为山东黄米粽子，以糯黄米和红枣制成；吃时一般沾糖。

##### 陕西粽
陕西最为传统和流行的粽子是蜂蜜凉粽，是在凉粽子上淋上蜂蜜而成。蜂蜜凉粽与别的粽子不同，形似菱角，既不包馅，也不包粽叶，全用糯米制成，无馅。煮熟后晾凉。吃时先放入碟子中，淋上蜂蜜或玫瑰、桂花糖浆，再用丝线或竹刀割成小片而食。

#### 南方粽

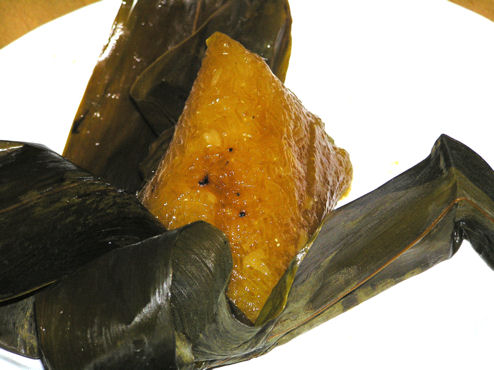
南方粽多為錐形

南方多以箬葉包粽，也有用芦苇叶者。粽子形狀接近三角錐，体积较大。餡料有糯米外加肉、赤豆等，有甜鹹葷素各種口味，其中以嘉兴肉粽最为出名。南方粽子的主要类型有肉粽，枣粽，栗子粽等。肉粽是用瘦猪肉在酱油中浸泡一段时间后，裹入同样被酱油浸泡过的大米（也有直接用泡好的纯白糯米的）中。近年来，人们在肉粽中加入适量肥猪肉的越来越多，这样口感更为香美。此外，近年也有蛋黄肉粽，即在粽子中加入煮熟的鹹鸭蛋黄。制作粽子的糯米中常常也会加入水泡过的红豆、绿豆、黑豆。古荆楚地区传统的粽子只有白粽子，只包糯米，不包任何馅料。

##### 白粽子
湖北西部重慶東部陝西南部和四川東部某些地方、貴州大部和安徽的安慶傳統上只有用箬葉包糯米的白粽子一個品種。且不同於其他南方地區的鹼水粽，完全不泡鹼水，僅僅包裹生糯米，要吃的時候蒸熟。一般也僅僅只有蘸糖吃或者蘸蜂蜜吃的吃法。近些年來，由於受南北各地文化的影響，各大超市裡面各種甜鹹粽子皆有。不過當地的人們還是更偏愛手工包製的保留粽葉和糯米清香的白粽子。湖北東部、安徽西部、河南的信陽傳統的粽子也是白粽子，但是除了蘸白糖或蜂蜜以外，還可以就著鹹味的五花肉或者鹹蛋黃一起吃。

##### 四川粽
四川粽子之代表为椒盐豆粽，吃起来因制法与其他粽子不同而外焦里嫩：制作时先将糯米、红豆泡半日，加入花椒面、川盐及腊肉丁，包成四角的小粽；再以大火煮三小时，煮熟后放在铁丝网上用木炭烤黄。

##### 江蘇地區的粽子
江蘇地區蘇北蘇南和南京傳統粽子風格有很大的差異，不過這些地方基本上都用蘆葦葉包粽子，這點和南方其他地方迥異（南方其他地方多用箬葉）。蘇北從徐州至南通的廣大地區傳統上吃和北方一樣的甜粽，南京吃鹹肉粽，蘇南的鎮江、蘇州、無錫、常州乃至上海在傳統上吃加白糖調味的甜肉粽。後來由於嘉興粽子的傳入，上述這些地區都開始吃嘉興式的鹹肉粽了。
江苏宜兴产一种乌米肉棕，是南烛叶（乌饭叶）汁染黑。染黑的技艺（宜兴乌饭）是江苏省非物质文化遗产，但粽子本身不是。湖南郴州也产一种乌米棕，同样是乌饭叶汁染黑，是湖南省非物质文化遗产。

##### 浙江地区的粽子
衢州产一种酸菜咸肉粽。

###### 嘉興粽

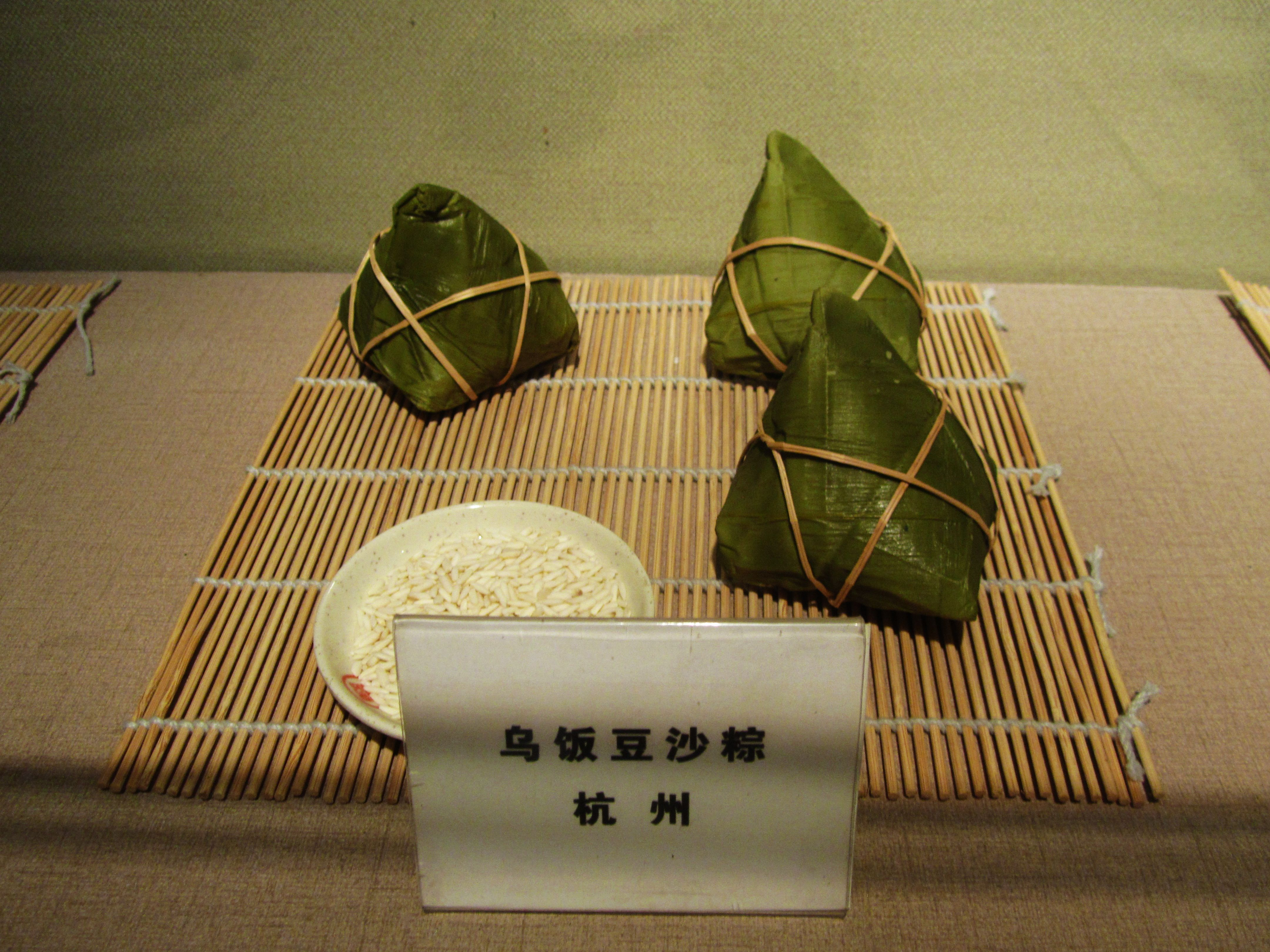
豆沙粽

嘉興粽子的形狀為三角錐，有大肉、豆沙、雞肉粽等品種。它的粽子從選料、制作到烹煮都有獨到之處。米要上等白糯米，肉從豬後腿精選，粽子煮熟後，肥肉的油滲入米內，入口鮮美，肥而不膩。許多海內外朋友皆因品嘗過嘉興粽子後，方知浙江嘉興的地名。嘉興粽子以“真真老老”和五芳齋兩款品牌為銷量最高，嘉興擁有數個商業化非常成功粽子品牌，使得嘉興粽子成為中國大陸最知名的粽子。
上海由於和嘉興地理位置接近，所以粽子的口味和外形與嘉興粽子基本一致，但上海粽子为四角粽。

###### 溫州大米粽
溫州鹿城區、甌海區、龍灣區、洞頭區、永嘉縣、泰順縣、文成縣的粽子與嘉興粽幾乎一樣，溫州的龍港市、平陽縣鰲江鎮、蒼南縣一帶常製大米粽，大米粽形狀為三角錐，有大肉、鹹蛋、黑豆等品種。製作流程為，晚稻大米在提前一天的晚上放水浸泡（水要覆蓋米），第二天早上或中午把大米水倒出后備用；肉一般為新鮮三層肉（五花肉），配合豆瓣醬、食鹽、味精、糖等調料醃製2小時左右；鹹蛋只取蛋黃；再配以香菇碎、蔥、五香干、醬瓜等攪拌后成餡；再拿出準備好的粽葉，配合浸泡過的大米包製成大米粽。大米粽有高壓鍋煮的，也有普通帶蓋的鍋煮的，也有放進蒸籠蒸的（需要多油皮的肉）。味道各有差異，粽子煮熟后打開會有一種大米混著香菇、蛋黃、醃製后的肉味，十分誘人。

###### 湖州粽
湖州粽子為長形，從外到內制作極為考究。外層粽葉，以大量清水一張一張極耗人工刷洗。米飯則選用口感特別綿密軟嫩，並以50年傳承口味醬過的圓糯米包粽，內餡則是用上選的五花肉，剔除不好的肥油再經過腌浸的程序，與生米包裏起來入水煮約二個半小時左右，方可起鍋。餡料有蛋黃粽、滿天星粽、豆沙粽、鮮肉粽等，各具特色。“諸老大”是湖州最著名的粽子品牌，始於1887年（清光緒十三年），是迄今可考的最悠久粽子品牌，被民國政治家陳立夫稱為“粽子狀元”。湖州粽在臺灣非常有名，但在大陸的名氣被嘉興粽超越。

##### 潮州粽
外形成三角錐體，視竹葉大小而定，由一片或兩片竹葉包裹餡料而成，以一條鹹水草捆紮成形。
餡料包括有無加調味的糯米、加入滷水抄制的糯米、以豬油網包著甜紅豆沙制成的豆沙丸、滷水半肥瘦豬肉、冬菇、蝦米、粟子等。餡料位置經過編排，甜豆沙丸被無調味的淡糯米包圍，所以即使餡料有甜有鹹，但仍然能調和出吸引人的味道，風味獨特。當中使用的滷水加入了南薑、八角、陳皮等。

##### 廣东粽（粵港澳地區）

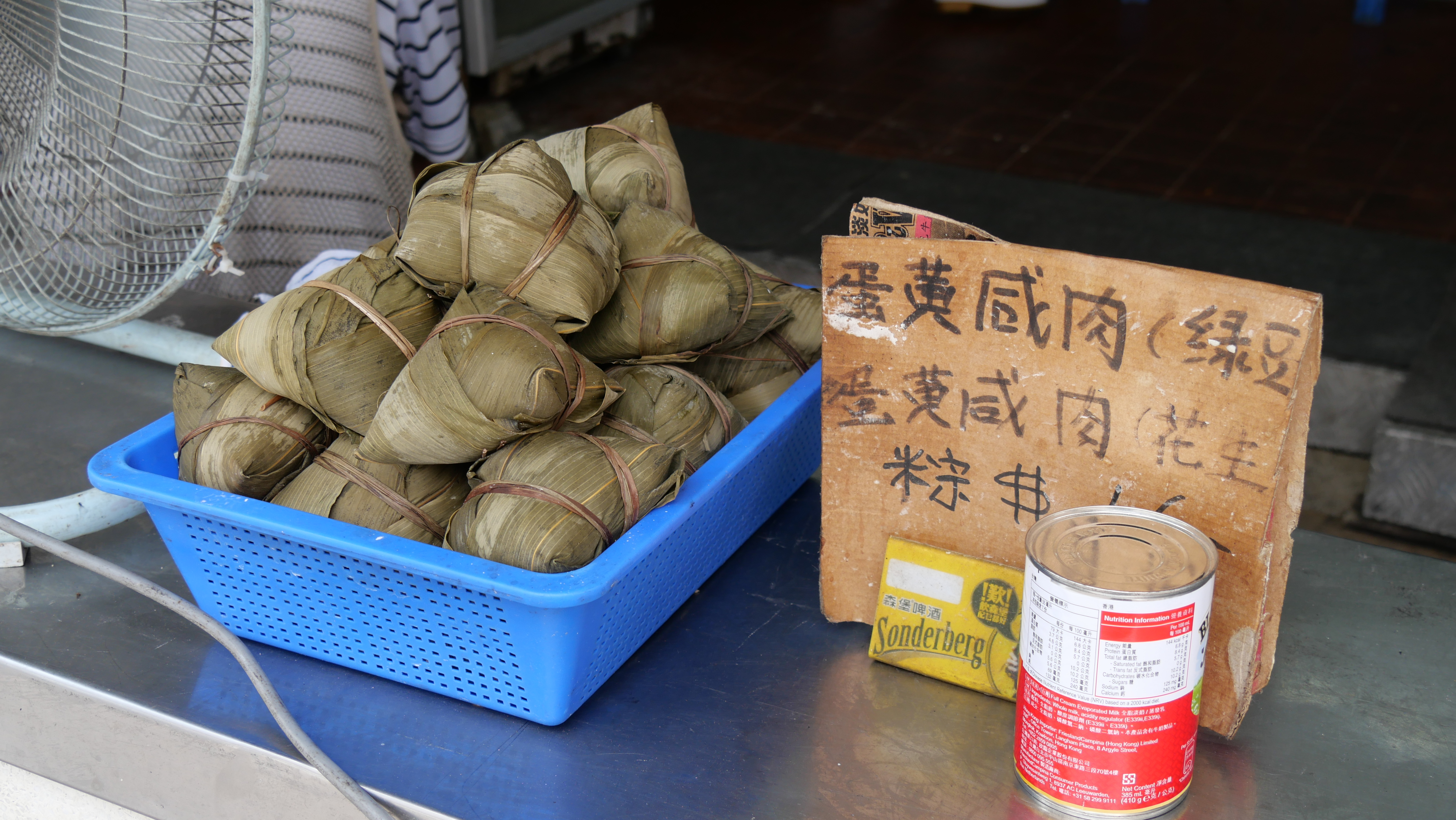

广东、港澳地區的作法與中國南方的許多沿海地區大致相若，但以裹蒸粽、鹼水粽（甜食）和鹹肉粽（鹹食）為主，另外紅豆粽和綠豆粽也盛行等。近年來，也有茶樓和部分小販售賣。而每逢端午時節，有些食品公司更以魚翅、鮑魚、金華火腿、臘味、江瑶柱等貴價材料作餡料。
另外，因為香港集合了很多不同祖籍的香港人，例如潮州、客家、閩南、上海、海南等地方，因此在香港人會容易接觸看很多不同種類的糉子。近年亦有出現以西米取代糯米製成的水晶糉。
中山芦兜粽是以芦兜（一种百合科植物）的叶子包。
台山粽是扭脚形状，也叫扭脚粽。有咸肉粽（属于广府白粽，常加海鲜）和碱水粽两类。特色是加红蓝。

##### 广西粽
广西中部地区喜包形态酷似枕头的大枕头粽，一个用上半斤至一斤米；如南宁大肉粽，糯米、去皮綠豆、五花肉必不可少，粽里除有大糯米、豬肉外，還可以加上廣式香腸、栗子、香菇、蝦米。桂林以北则喜包形态恰似狗头的狗头粽，并于包粽子加点碱粉，以让煮熟的粽子产生碱香味。
巴马瑶族自治县的特产是火麻仁，当地产用大糯米、猪肉、绿豆、板栗、火麻仁、油茶果、草木灰水制作的粽子。

##### 贵州粽
贵州粽之代表为草木灰粽。制作时将种香茅类草药烧成灰，拌入糯米，使粽子含独特清香，对于消化也有促进和改善。

##### 福建粽（下四府地區）
下四：福州府、兴化府、泉州府、漳州府

###### 福州粽
福州粽與一般的三角粽有些許差別，在形狀上像三個角的圓錐體。福州的粽分鹹粽、花生粽、白粽，以上所有品種的粽在一般情況下都會在糯米中加入鹼水：不只能使粽子看起來晶瑩剔透，還能增加口感，達到黏而不膩。
- 鹹粽主要是將糯米、瘦肉、香菇、花生等配而成
- 甜粽則是包裹糯米、花生或金豆
  - 白粽即只用糯米[19]
  - 花生粽包花生，有时也会添加一些红豆、豆沙、蜜枣[19]

吃的時候都沾上白糖。

###### 閩南粽
閩南的粽子分鹹粽、豆粽和肉粽。
- 肉粽：米使用糯米，制作前先把生糯米浸泡後晾乾，與炒熟過的餡料以粽葉包裹（亦可先將米快炒至三分熟再包），包成有四个角的立体形，用咸草捆扎四角及中腰，每15个扎成一串。待開水煮沸時下鍋燒煮熟。煮好後具有香黏嫩滑，油潤不膩，其特點在於“燒”，也就是非趁熱吃不可。閩南煮粽子一定要水開后才下粽子，故當地又叫燒肉粽，吃時蘸調蒜泥、芥辣、紅辣醬、蘿蔔酸等多樣佐料，是地方傳統名吃。[20]
  - 厦门肉粽：閩南肉粽一種，廈門粽會將米事先快炒至三分熟，以粽葉折成尖底三角形漏斗状，包入鹵好熟的餡料，包成三角錐型，用繩子捆緊，放入鍋中煮。在當地吃的時候常會加調味料（醬油膏、大蒜、辣醬等），配著湯一起吃
  - 泉州肉粽：泉州的肉粽則是三角粽子，配料多樣，色澤紅黃閃亮。馅料以五花肉、干贝、香菇为基础，此外可海参、鲍鱼等很多种食材。此外霞浦加海蛎干，闽清以酒缸闷粽。[19]清末民國期間，市區有個「肉粽銀」，肉粽最為出名，還有市區浮橋頭觀音亭的許牛制的肉粽，顧客滿座。糯米用滷汁快炒3-5分熟再入包餡料，傳統的手法是拿骨頭湯去煮粽子。
- 鹼粽：在糯米中加入鹼液煮熟而成，又稱「鹻粽」（kĩ-tsaŋ）。兼具黏、軟、滑的特色，一口咬下，外面是白砂糖的粒粒口感，粘着粽子糯米的软糯，清香黏實。粽體是黃色膠黏的樣子，冰透後加上蜂蜜或糖漿尤為可口。由於使用灰色的鹼水製作也稱其為灰水粽。[20]有说叫做“灰水粽”的是客家地区发明。[19]
- 豆粽：盛行於泉州一帶，用九月豆混合少許鹽，配上糯米裹成。豆香撲鼻，也有人蘸白糖來吃。[20]
- 甜粽：厦门的甜粽用豆沙、大枣，不加其他馅料。[19]

##### 海南粽
海南粽子與一般的粽子在外形上有很大的不同，主要以四椎形（類似枕頭形狀）為主。在製作上，海南粽採用的是茄柊葉，與一般的粽葉不同。由於海南粽製作複雜，加上茄柊葉需求量少，因此現在海南粽也多用粽葉代替。材料方面，海南粽主要以豬肉、香菇、蝦米、鹹蛋等不同配料搭配，有時甚至加上蚝干或小鮑魚等海產，在口味上偏鹹。

### 台灣、澎湖、金門、馬祖

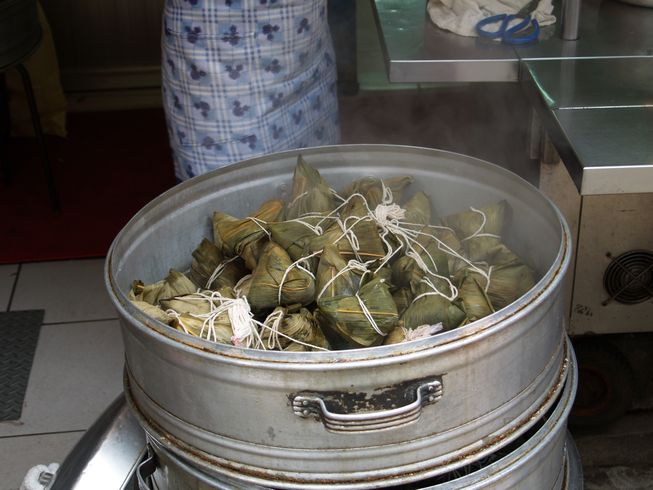
臺灣深坑蒸籠內的粽子

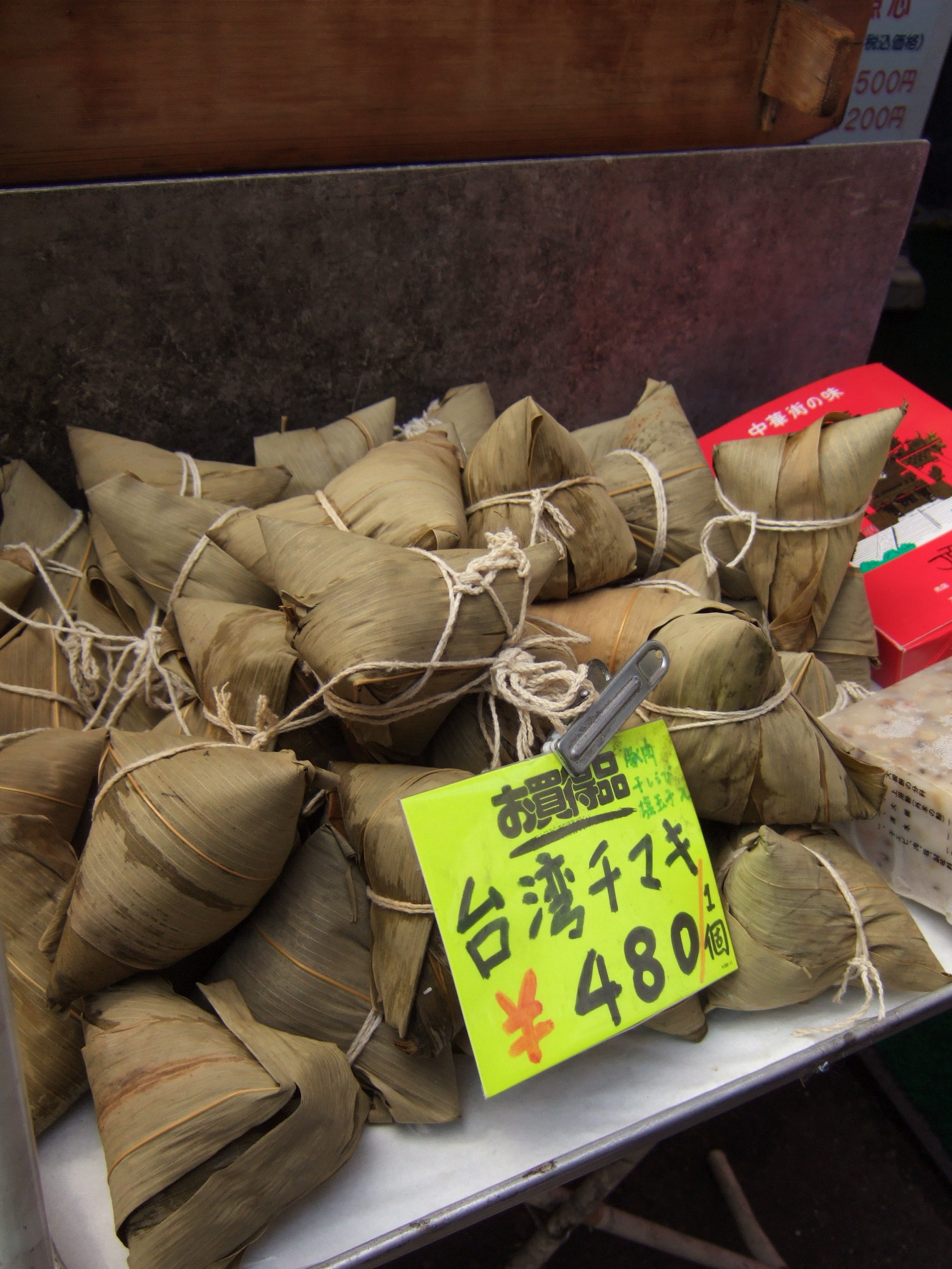
台灣粽（在横浜中華街）

臺灣的漢粽作法在臺灣漢族不同地區之間，存在著一定的差異，常被台灣漢粽分稱為南部粽、中部粽、北部粽，也和澎湖粽、金門粽、馬祖粽之間有所差異。
北部粽用蒸為主，南部粽用煮為主，因此粽子在台灣有「南煮北蒸」的常見說法。不論南北，都有加入瘦肉、蛋黄，還有花生，甚至鱿鱼等海味。1949年後，大量軍民隨中華民國政府遷台，其中以江南移民居多，所以隨之傳入的外省粽以江浙粽類為多。台北南門市場與各地傳統市場可以發現有店家製作形狀相對於其他粽子較長的湖州粽（又稱「上海粽」）。台灣漢族習俗中，若某家有喪事則端午不包粽，粽子由女主人娘家提供，喪家並須贈以回禮。亦有臺灣考生吃粽子，有「包中」的含意。
另外，臺灣原住民亦有類似的食物。雖與漢人端午節習俗無關，但亦成為粽食新選擇之一。

#### 北部粽
臺灣北部粽作法是米浸泡於水中，瀝乾後加入五香粉、胡椒粉、醬油等調味料，用油炒香。將半熟米搭配竹葉包裹填餡，再蒸至全熟。相較於「重複蒸煮」，也有人「先炒後蒸」：直接用油將米粒炒至全熟，包裹填餡後蒸食。北部粽多用桂竹籜包裹，外觀色澤棕黃，略帶斑點。餡料選用有瘦肉、三層肉、香菇、鹹蛋黃（雞或鴨）、花生、栗子、蘿蔔乾以及蝦米，粽子並無定性餡料。

#### 中部粽
臺灣中部粽作法融合北部與南部的作法（先炒後煮），先將糯米浸泡於水中再瀝乾，配上佐料炒到三分熟後，再與滷肉、蝦米、蘿蔔乾、鴨蛋黃、花生、香菇、栗子一同包入粽葉裡，再水淹過粽子煮至熟透，費時大約一時半至兩小時。。中部粽的最大特色為食用時會佐中部特有的辣椒醬（例如東泉、源美、狀元）。
而台灣網路流行語中，因台中海線顏清標與消波塊的關係，消波塊又與粽子外型相似，故消波塊常被揶揄成中部粽。

#### 南部粽
臺灣南部粽或稱水煮粽，特色為投水煮食、較不油膩。作法是用純白糯米浸泡後加瘦肉、三層肉、香菇、鴨蛋黃、紅蔥頭，亦有添加花生、栗子、蘿蔔乾者，較特殊的亦有加魷魚、蝦米者，餡料須先行醃製。填餡後並以竹葉包裹，入大鍋中，以大火水煮，中間或添冷水一至二次，持續加熱至熟透，費時大約一時半至兩小時。
南部粽所用之「粽葉」，質地細緻而葉面較寬（大部分是麻竹葉），氣味也較芳香，食用時帶有淡淡的竹葉清香。也有用月桃葉包的，有一股特別的月桃香，而且月桃葉子比較大，可以包更大的粽子，嘉義山區則用俗稱山豬耳的薄葉蜘蛛抱蛋的葉子來當粽葉。食用時還有一個特色，即淋醬和灑上花生粉，可增加滑順口感。南部肉粽店家通常可品嘗到這般美味。
另外，臺灣南部有粽子以土豆（閩南語：thôo-tāu，即花生）與糯米包製的粽子。其煮法和南部粽相同為水煮粽。食用時搭配花生粉、香菜和醬油膏一起食用，因為素食而亦稱作「菜粽」。

#### 鹼粽
又稱甜粽，屬甜點類，以糯米和鹼劑包製，成品為黃色、口感有彈性；也可在冷藏後再食用。食用時通常淋上糖漿般的醬汁或直接沾白砂糖、蔗糖或黑糖。也有包紅豆沙內餡等，口味多樣。

#### 野薑花粽
為新竹縣客家聚落內灣老街上著名點心，以野薑花葉包上山地香菇、豬肉、糯米，蒸煮後食用，充滿野薑花香味。

#### 客家粽
- 米粽：蒸過的糯米飯（多使用圓糯米）包入蝦米、紅蔥頭、菜脯、香菇絲、豬肉等材料，以曬乾的麻竹葉包裹再蒸熟。與台灣其他粽類熱食文化不同，為放冷後食用。另外糯米在烹煮過程中不須經過炒及水煮，所以粽子外表偏白。[24][25]。
- 粄粽：糯米經泡水後研磨成米漿，瀝乾水分搓揉成粄糰，加入菜脯香料再用麻竹葉包上蒸熟。在製作上比較耗時，因此風味也更為特殊[26]。
- 野薑花粽：為新竹縣客家聚落內灣老街上著名點心，以野薑花葉包上山地香菇、豬肉、糯米，蒸煮後食用，充滿野薑花香味。

#### 金門粽
金門的粽如與台灣本島相比是南北兼有，但與南部粽較為接近。其中早年在進行炊事時是以水煮而成的，這主要是由於過往的環境中烹煮用的柴薪較難取得，為節省燃料所致，在近代由於環境條件改善後，亦有如同北部粽以蒸煮方式炊煮，此炊煮方法由於保留較濃的風味，如今也是深受歡迎。粽葉部分使用麻竹葉，主因是其質地強韌、比較耐水煮且香氣較明顯。在配料上製作上則與北部粽較為相近，備妥相關配料及調料後，先將糯米跟紅蔥頭、醬油等佐料拌炒至米心半熟左右，再加入熟食配料後才一同包葉水煮，所以也不完全像南部粽採用生米拌熟料，有時拌炒時還添加五香粉；此處與北部粽的做法較為相近。在配料內容中，除基本的三層肉(或用瘦肉)、香菇、花生外，由於金門盛產自然生長的石蚵，故金門人會將石蚵曬乾後所製成的「蚵乾」一同包入粽中烹煮。亦有人在其中包入蝦米等各類海鮮，甚至近晚也有人加入栗子、干貝等提升風味，製作出屬於金門特殊的環境中產生的特殊海味粽子。

#### 馬祖粽
馬祖粽子的做法是把糯米泡軟加鹼，再加豌豆或花生粒，填裝進粽葉中包封後水煮。成品為黃色、口感有彈性，且內餡極具粘性。因造型如同甜筒冰淇淋，又名「甜筒粽」、因過程中使用鹼，又名「鹼粽」。

### 日本
儘管不是特別普及，但日本部份地區在端午節也有吃粽子的習俗的，日本粽相對其他地區，包葉方式有多種不同的款式，並以海鮮入料。
其中一種呈長條狀，尾端有稻草伸出，幾隻捆成一紮。或是單純摺疊成一團等等。
在新潟縣山北町有一種鹼水粽，稱為。
朝比奈粽是朝比奈的名產，加入山茶花的根。
灰汁卷類似廣東式的鹼水粽，常見於南九州，如鹿兒島縣、宮崎縣、熊本縣的人吉、球磨地區等。

### 越南
越南粽主要呈方形，也称为蒸糕（越南语：／?），是越南新年的食品之一，作法為：將糯米浸泡後加肥豬肉、綠豆和黑胡椒作餡，以尖苞柊葉（Phrynium placentarium）包裹、蒸熟，蘸魚露食用。流行於越南北部。
除此之外，亦有流行於越南中南部、呈圓筒形的截糕（越南语：／?），以及以全素菜或紅糖為餡料等變種。

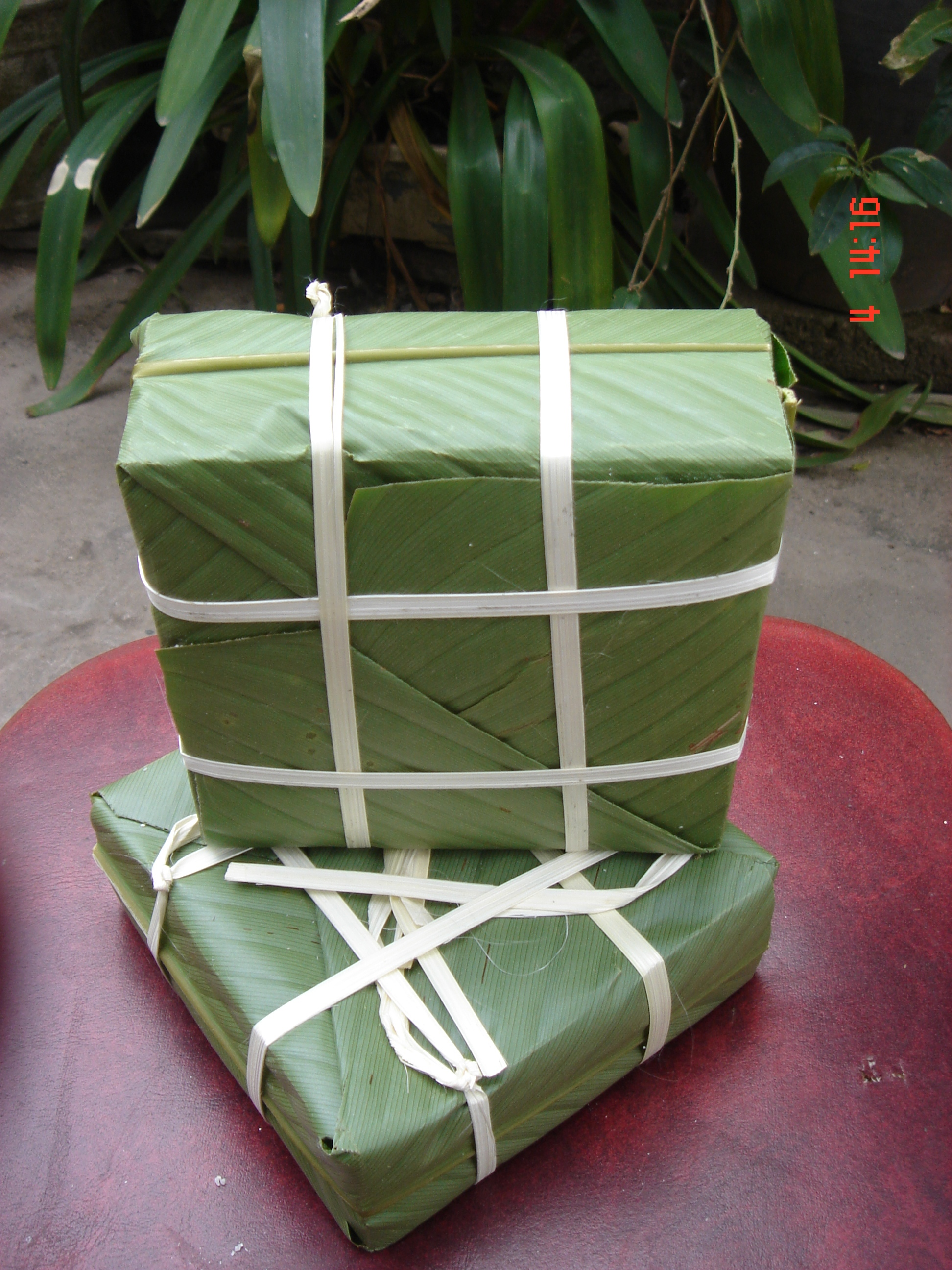
蒸糕的外形以呈正方形為主
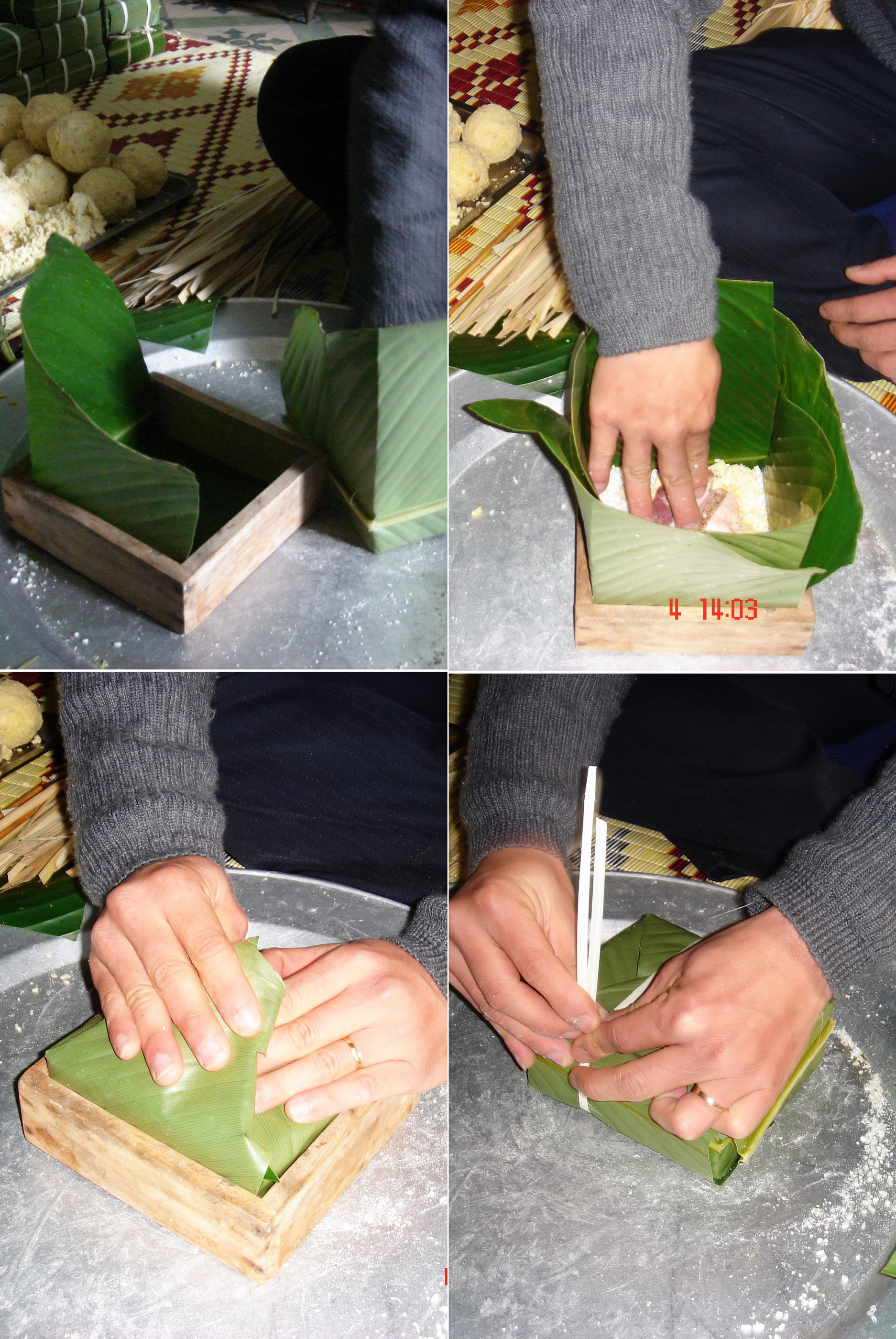
蒸糕的製作過程
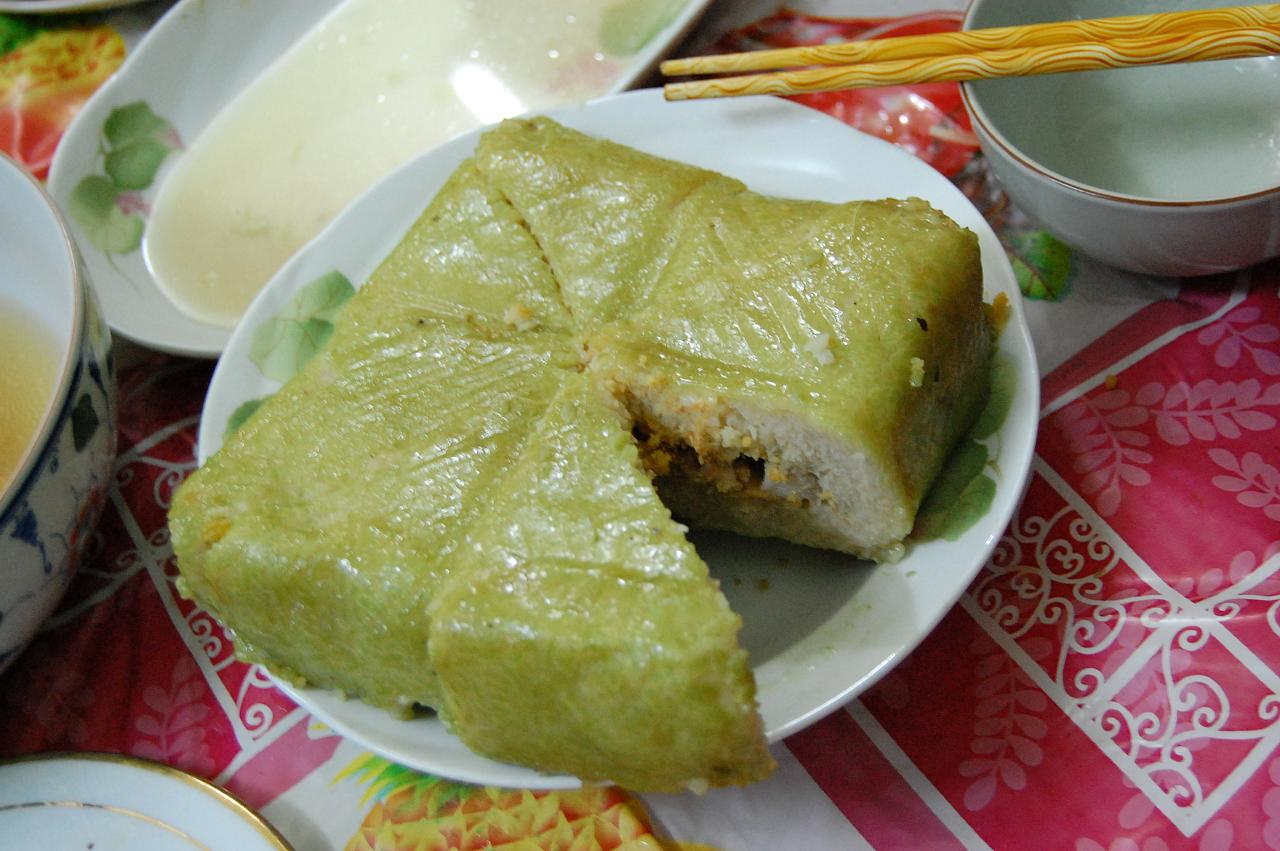
蒸糕通常切八份

### 星馬地區與印尼
娘惹粽
在馬來西亞和新加坡，由於當地的土生華人沿襲了其祖先帶來的部分中國傳統文化，加上受到馬來人的文化影響，他們以獨有的「中式+馬來式」的混合做法製造出了具有地方特色的娘惹粽。
马來粽（Ketupat）
五香咸肉粽，帝王粽，咸蛋花生粽、眉豆粽，绿豆粽，蝦米粽，鹼水粽，鹼水红豆沙，玉米鹼水粽等

### 非传统粽子
非传统形态：
- 竹筒粽：以竹筒代粽叶，本质上是粽子口味的竹筒饭。
- 方便粽形饭：将粽子去掉粽叶，内部用料、调味不变，制成的饭团以软罐头装。粽香有减少。[32]

非传统口味：
- 冰粽：以甜点、咖啡、榴莲等口味为主，冷藏食用的粽子。有些不含粽叶。粽香有减少。[32]

## 类似食品

### 亞洲

#### 祈納富
祈納富（排灣語：cinavu；魯凱語：cinabuane）亦音譯為奇拿富、吉拿富、吉納福，是一种台灣传统食物，流行於魯凱、排灣、卑南等泛排灣文化圈。選用芋頭粉、小米、糯米或高粱粉，內層包上肉餡、外緣先包上假酸漿葉，最後包覆以月桃葉。煮熟後時剝除外層月桃葉，假酸漿葉可與內餡一同食用。近年來坊間以「排灣粽」或「原住民粽」之名積極開拓市場。
與漢族之粽外觀類似（尤其是湖州粽，因呈長條型），但兩者的起源並無關連。另一方面，原住民族語稱漢式粽的說法如下：排灣族語稱為pakecang、卑南語稱pakesang。

#### 马来粽
马来粽（ketupat）是一种东南亚传统食物，在马来西亚、印尼、新加坡等马来族居多处欢庆伊斯蘭教开斋节常见这种食物，并且当成开斋节主要象征之一。
馬來粽由於製法與形狀類似華人所紮的粽子，所以當地華人習慣上把它稱作「馬來粽」。通常所見的馬來粽大抵可分兩種：一種是採用羽狀棕櫚葉（daun tupat）包裹的，另一種卻是用椰葉紮成。

### 歐洲

#### 朵爾瑪
朵爾瑪（Dolma）是希腊、土耳其传统甜点或小吃，在公元前330年就有记载。以米為主餡，用煮过的葡萄葉包成。水煮後食用。餡中可加入新鲜的草药香料肉类蔬菜果干等调制成不同的複雜鲜美的味道。流行于曾经属于奥斯曼帝国的地区和国家。

### 美洲

#### 塔馬利

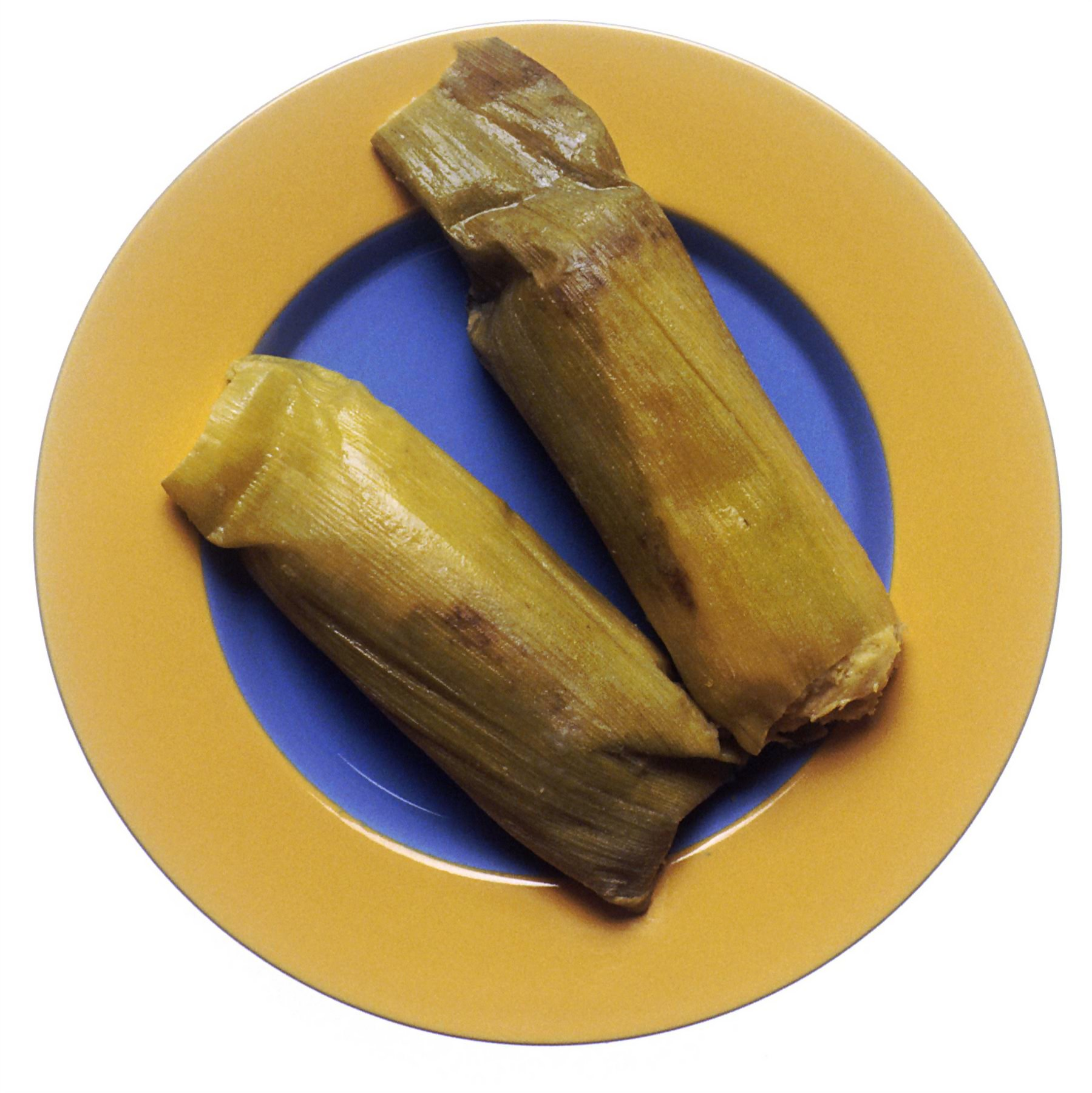
在盤子上的塔馬利

塔馬利（西班牙語：tamal），又稱玉米粉蒸肉。類似巴西粽，以玉米葉或蕉葉包的，裡面用玉米粉包肉。其樣式五花八門，可將各種墨西哥香料放入玉米粉中，或是加入南瓜子、葡萄仁、杏仁、橄欖、辣椒、蝦仁等等。一些人還使用新鮮的酪梨或其他果葉代替蕉葉，另添一番滋味。

#### 帕模尼亞
帕模尼亞（Pamonha）是巴西中北部的小吃。以玉米為餡，用玉米葉包成，味道較單純沒有複雜的口味。做法是以玉米磨成漿再用玉米葉包成，水煮後就可食用。

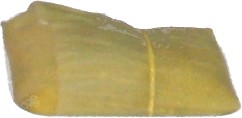
一個包好的帕模尼亞
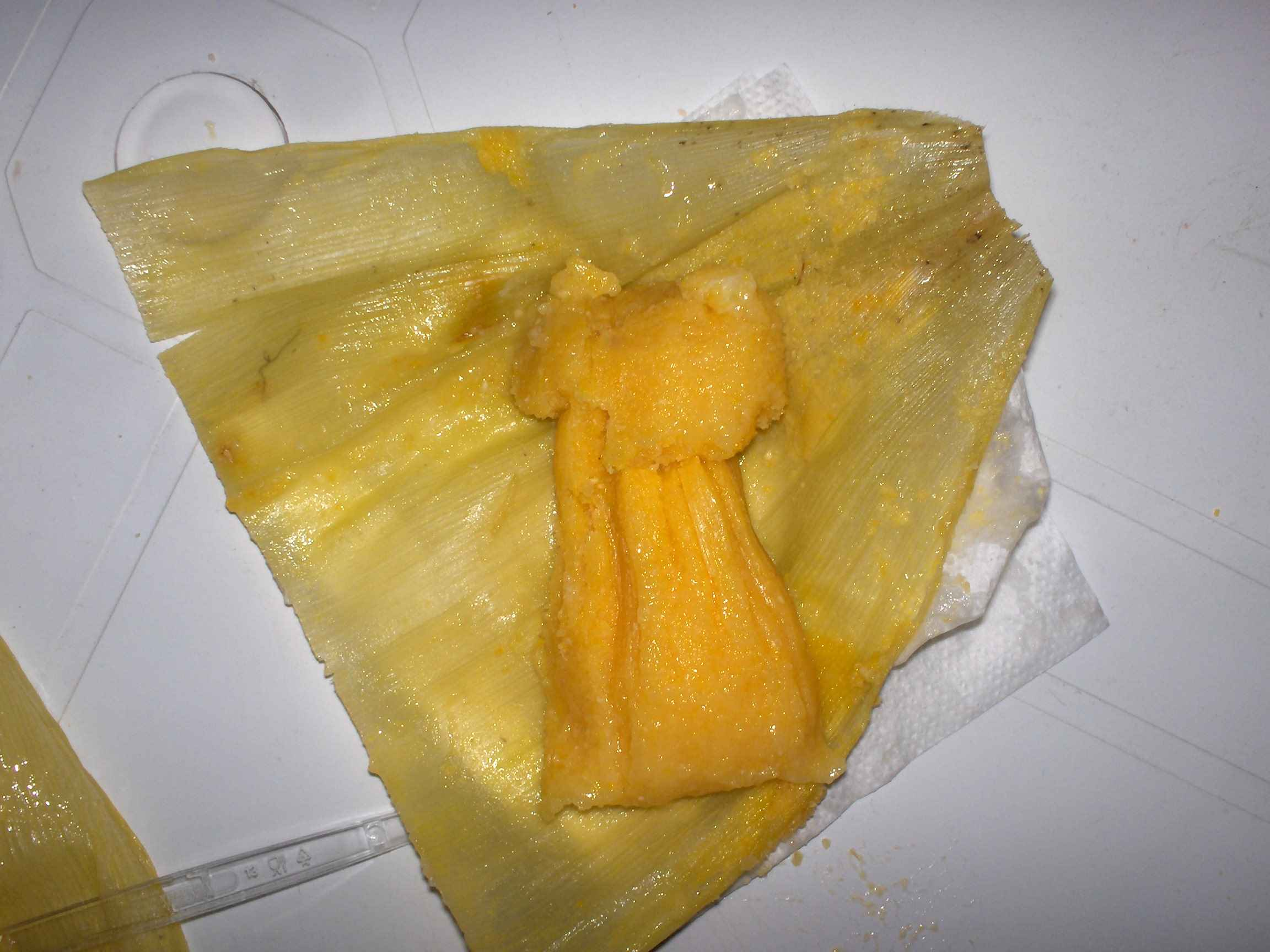
解開後的帕模尼亞

## 延伸阅读
[在维基数据编辑]
 《欽定古今圖書集成·經濟彙編·食貨典·粽部》，出自陈梦雷《古今圖書集成》

## 參看
- 端午节
- 糯米食品
- 糯米雞
- 荷叶饭
- 甜咸之争
- 送肉粽